# Handleyomys alfaroi
Handleyomys alfaroi е вид гризач от семейство Хомякови (Cricetidae). Видът не е застрашен от изчезване.

## Разпространение
Разпространен е в Белиз, Гватемала, Еквадор, Колумбия, Коста Рика, Мексико, Никарагуа, Панама, Салвадор и Хондурас.

## Описание
Теглото им е около 33,3 g.
Популацията на вида е стабилна.